# مگنوس فاینز
مَـگنوس فاینز (انگلیسی: Magnus Fiennes؛ زادهٔ ۲۱ نوامبر ۱۹۶۵) موسیقی‌دان، آهنگساز، تهیه‌کننده موسیقی و ترانه‌سرای اهل بریتانیا است.
از فیلم‌ها یا مجموعه‌های تلویزیونی که وی در آن‌ها نقش داشته‌است، می‌توان به قانون مورفی، رهاشده، معتاد عشق، مرگ در بهشت، فری فونیکس، شیادها، آنگین و رنگ‌هراسی اشاره نمود.